# شهرستان پلاسکی (کنتاکی)
شهرستان پلسکی، کنتاکی (به انگلیسی: Pulaski County, Kentucky) یک سکونتگاه مسکونی در ایالات متحده آمریکا است که در کنتاکی واقع شده‌است.